# 重臣 猪狩虎次郎
『重臣 猪狩虎次郎』（じゅうしんいかりこじろう）は、つの丸による日本の少年漫画作品。

## あらすじ
西暦1575年、桂軍が奇襲で攻め落とした天下禿げ目の戦い、そこに武具もつけず、裸で戦う武士がいた。その名は猪狩虎次郎。

## 登場人物
猪狩虎次郎
鶴里軍の武士。敵から身を隠していたら、400年も経った若萩城跡でミイラ化した状態でタカシに発見された。武士だけあり腕っぷしが非常に強い。
追い詰められた状況に陥ると切腹する癖がある。
鶴里タカシ
小学4年生の男の子。ある日、若萩城跡でカブとマンヒと虫取りをしていたところ、猪狩を発見する。実は鶴里禿隆の子孫である。
桂三郎
タカシの友達で、いつも3人で行動している。3人の中で一番のしっかり者。あだ名はカブ。
橋真人
タカシの友達。カブとタカシの3人でいつも行動している。先祖代々のお金持ち。あだ名はマンヒ。
雪ちゃん
タカシのあこがれの女の子。
鶴里禿隆
房里城城主で、タカシの先祖。
乾
鶴里軍家臣。